# Priscilla Studd
Priscilla «Scilla» Studd (Belfast, 28 de agosto de 1864 - Málaga, 15 de enero de 1929), de soltera Livingstone Stewart,  fue una misionera cristiana británica y esposa de Charles Studd.

## Vida y carrera
Nacida en Belfast, Irlanda (actual Irlanda del Norte), Priscilla Stewart llegó a Shanghái en 1887 como parte de los cien misioneros de la Misión Interior de China y fue parte de un gran grupo que llegó junto. Sirvió como oficial del Ejército de Salvación. Se decía que era irlandesa tanto en su apariencia como en su espíritu, con ojos azules y cabello dorado. Después de un tiempo en Shanghái, se trasladó con otras tres mujeres para trabajar en el interior, en la ciudad de Ta-Ku-Tang.
De su nueva vocación dijo:

Ahora soy misionera, pero no nací así. Si me hubieran pedido que fuera a una reunión cuando era niña, habría dicho: «No, gracias, nada de su religión para mí»; porque mi idea de una persona que ama a Dios era tener una cara tan larga como una cafetera.

En China, después de orar de rodillas en la nieve, enfermó gravemente de neumonía, tanto que mandó llamar a su entonces prometido, Charles Studd, quien se estaba recuperando de un ataque de pleuresía. Después de un tiempo, Priscilla empezó a recuperarse, pero la gente del lugar dijo que, habiendo enviado a buscar a Charles desde tan lejos, debían casarse, y Charles estuvo de acuerdo. Charles era entonces un compañero misionero que había llegado a China en 1885 como uno de los Siete de Cambridge. En 1888, celebraron una ceremonia de boda con el pastor Xi Shengmo, que no tenía licencia, pero agradó a los lugareños. Después de su boda, los Studd se mudaron a otra ciudad del interior, Lungang-Fu. Tuvieron cuatro hijas: Grace, Dorothy, Edith y Pauline; dos de sus hijos murieron en la infancia.
En 1894, la pareja regresó a Inglaterra y luego, entre 1900 y 1906, trabajaron en la India. Después de otro regreso a Inglaterra, el trabajo misionero de Charles lo llevó solo a África y los últimos dieciséis años de su vida matrimonial los pasaron separados, Charles permaneció en África y Priscilla en Inglaterra, donde trabajó con la recién formada Cruzada de Evangelización Mundial. Murió durante una visita a Málaga en 1929y fue enterrada en el Cementerio Inglés.